# Geratarma eylesi
Geratarma eylesi är en insektsart som beskrevs av Mali B. Malipatil 1977. Geratarma eylesi ingår i släktet Geratarma och familjen Rhyparochromidae. Inga underarter finns listade i Catalogue of Life.